# Life's a Mess
«Life's a Mess» es una canción del rapero estadounidense Juice Wrld y de la cantante estadounidense Halsey. Fue lanzado el 6 de julio de 2020 a través de Grade A Productions bajo licencia exclusiva de Interscope Records, como el tercer sencillo promocional del tercer álbum de estudio póstumo de Juice Wrld, Legends Never Die, y luego se incluyó en el EP Collabs de Halsey que se lanzó 3 semanas después. Fue lanzado el mismo día que su patrimonio anunció el álbum y la fecha de lanzamiento del mismo. Esta es la segunda colaboración entre los dos artistas, tras el remix del sencillo de Halsey "Without Me".
El 5 de marzo de 2021, la cantante estadounidense Clever lanzó la que sería la versión original de la canción, con Juice WRLD (antes de la versión del álbum con Halsey lanzada en julio de 2020), titulada "Life's A Mess II". La canción también cuenta con la voz de Post Malone.

## Posicionamiento en lista
| Lista (2020)                                | Posiciones |
| ------------------------------------------- | ---------- |
| Alemania (Offizielle Deutsche Charts)       | 47         |
| Australia (ARIA)                            | 8          |
| Austria (Ö3 Austria Top 40)                 | 32         |
| Bélgica (Flandes) (Ultratip Bubbling Under) | 21         |
| Canadá (Canadian Hot 100)                   | 10         |
| República Checa (Singles Digitál Top 100)   | 24         |
| Denmark (Tracklisten)                       | 33         |
| Hungría (Stream Top 40)                     | 25         |
| Países Bajos (Mega Single Top 100)          | 40         |
| New Zealand (Recorded Music NZ)             | 14         |
| Norway (VG-lista)                           | 22         |
| Portugal (AFP)                              | 49         |
| Sweden (Sverigetopplistan)                  | 26         |
| Suiza (Schweizer Hitparade)                 | 58         |
| Reino Unido (UK Singles Chart)              | 11         |
| Estados Unidos (Billboard Hot 100)          | 9          |
| Estados Unidos (Hot R&B/Hip-Hop Songs)      | 7          |
| US Rolling Stone Top 100                    | 5          |